# Harry Blackmore Whittington
Harry Blackmore Whittington (Birmingham, 24 marzo 1916 – Cambridge, 20 giugno 2010) è stato un paleontologo e docente britannico.
È maggiormente conosciuto per i suoi studi sulla Fauna di Burgess.

## Famiglia
Harry Blackmore Whittington fu il secondogenito di una famiglia benestante. 
Harry prese il nome dal padre, Harry Whittington. Quest'ultimo era un armaiolo che lavorava in un'azienda di Birmingham appartenente a suo padre e morì a causa dell'epidemia d'influenza spagnola quando Harry aveva appena due anni. Anche la madre, Edith Mabel Blackmore, donò parte del suo nome al figlio che, decenni più tardi, fu spesso chiamato "Harry B." dai suoi studenti. 
La sorella maggiore, Edith Mary, si sposò, ebbe figli e visse tutta la sua vita a Birmingham. 
Harry fu incoraggiato dalla madre a estendere le proprie ambizioni oltre alle possibilità offerte dal campo della metallurgia e della sartoria nella regione di Birmingham. Inoltre, ebbe anche qualche incoraggiamento in una direzione scientifica: Ernest, suo zio materno, aveva conseguito un master in ingegneria presso l'Università di Birmingham, era un esperto nell'uso del cemento armato, divenne un noto ingegnere di Hong Kong nel periodo tra le due guerre mondiali e aveva ricevuto lezioni in geologia da Charles Lapworth FRS, primo professore di geologia, autore del sistema Ordoviciano e uno dei più grandi studiosi del Paleozoico inferiore.

## Istruzione
Harry Whittington fu istruito interamente nelle scuole locali: prima alla Westmister Road Infant School, poi alla Grove Lane School e infine alla Handsworth Grammar School. 
Le sue abilità furono notate fin da giovane: era molto dotato nello sport, era bravo a cricket e a  calcio, ed era appassionato di nuoto e atletica. Aveva molto interesse per le scienze, in particolare per la geografia fisica, ma anche per la fisica, la chimica, il francese e il tedesco. 
Nel 1933 ricevette una borsa di studio di tre anni della Birmingham University che gli permise anche di avere un'indipendenza finanziaria in un periodo di recessione economica. 
La sua carriera accademica fu caratterizzata dalla presenza di insegnanti illustri come il suo primo insegnante di geologia, L.J. Wills, un esperto paleontologo di artropodi e successivamente di geologia sub-superficiale; Frank Raw, paleontologo che scrisse sull'ontogenesi dei trilobiti (successivamente oggetto degli studi di Whittington); F.W. Shotton (FRS 1956) il quale era appena arrivato da Cambridge.
Whittington si laureò con lode di prima classe nel 1936.
L'esaminatore esterno fu W.B.R. King (FRS 1949), il quale in seguito occupò la Woodwardian Professorship, cattedra che verrà successivamente assegnata anche a Whittington. 
Queste personalità contribuirono a rendere Harry un eccellente ricercatore dopo la sua laurea.

## Vita professionale

### Primo impiego
Dopo il completamento degli studi di dottorato, il premio del Commowealth Fund Fellowship nel 1938 dette a Harry Whittington uno stimolo considerevole all'inizio della sua carriera. Le condizioni della borsa di studio però prevedevano che, al termine degli studi, Whittington rientrasse in patria o in un'altra parte dell'Impero. Fortunatamente, i suoi amici del gruppo cristiano a Yale scoprirono che l'American Baptist Home Mission Society di New York City cercava un insegnante — preferibilmente un metodista — per unirsi al Judson College di Rangoon, in Birmania: il profilo di Whittington era adatto. 
Nello stesso periodo Whittington si fidanzò con Dorothy Emma Arnold (24 ottobre 1904-27 agosto 1997), che aveva lavorato come docente presso la School Service Department del Peabody Museum of Natural History a Yale. I due si sposarono il 10 agosto 1940, a Washington, e quasi immediatamente partirono da Seattle per il Judson College. Durante il viaggio si fermarono a Yokohama, Hong Kong (per ritrovarsi con lo zio Ernest) e Singapore per poi finalmente raggiungere la loro destinazione. 
A Rangoon Harry fu subito messo al lavoro: il dott. E.L.G. Clegg, membro del Geological Survey of India, assunse Whittington nell'estate del 1941 per la geologia di ricognizione degli stati dello Shan meridionale. Questo impiego però non durò a lungo. Dopo l'attacco a Pearl Harbor (7 dicembre 1941) il Judson College fu chiuso; Dorothy e Harry si offrirono quindi volontari per lavorare in un'unità medica guidando camion e jeep. Questa unità era stata creata dal dott. G.S. Seagrave della missione battista, la cui base era al confine con la Cina. 
Dopo una serie di periodi difficili, nel 1943 la coppia raggiunse Chungking, in Cina, e andò a Chengdu, nella provincia del Sichuan, per unirsi al Jinling College. Questo college era uno dei numerosi per rifugiati della Cina orientale che si unirono alla West China Union University, sempre sostenuta dalla missione battista americana. A Jinling, Harry insegnò, mentre Dorothy fu segretaria del Presidente, fino all'agosto del 1945.

### Da Birmingham a Harvard, 1945-1966
Durante il suo soggiorno a Chengdu, Whittington ricevette una lettera d'invito che lo invitava ad unirsi allo staff di Birmingham come docente; i coniugi decisero quindi di ritornare in Inghilterra. 
Nel 1947 G. Arthur Cooper aveva ottenuto una sovvenzione per consentire a Whittington di lavorare sui trilobiti silicati della Virginia, permettendogli di visitare molte delle località del campo con W.R. Evitt, che stava già lavorando nella zona. 
Gli interessi di ricerca di Whittington stavano diventando sempre più concentrati sul Nord America e le varie pubblicazioni sui trilobiti silicizzati stavano suscitando molto interesse. Nel 1949 ricevette un invito dall'università di Harvard per succedere a Preston E. Cloud con la nomina di professore associato e curatore di paleontologia degli invertebrati nel museo di zoologia comparativa (MCZ), insieme alla possibilità di tenere insegnamenti nel dipartimento di geologia. Questa era una grande opportunità, anche perché il direttore del MCZ, Alfred Sherwood Romer, era probabilmente il più famoso paleontologo dei vertebrati del mondo. Gli anni che seguirono furono in effetti molto produttivi per Whittington. 
Prima di lasciare Birmingham, Whittington fu in grado di consigliare al suo primo studente di ricerca F.H.T. Rhodes di provare a dissolvere i calcari per estrarre i microfossili, al tempo relativamente poco studiati, conosciuti come conodonti, In seguito diventati alcuni dei fossili più importanti per la  stratigrafia del Paleozoico Inferiore. Dopo alcune pubblicazioni al riguardo, Rhodes divenne presidente della Cornell University.
Nel suo periodo ad Harvard, Whittington avviò un programma di ricerca con i paleontologi del Geological Survey of Canada, lavorando con Cecil Kindle a Terranova, e incontrando Digby McLaren, che negli anni seguenti sviluppò il progetto sull'argillite di Burgess. 
Whittington ricevette la promozione a professore ordinario nel 1959. La sua reputazione era cresciuta e molti ricercatori venivano a visitarlo. Nel frattempo, stava stabilendo la logistica per la ripresa degli scavi sull'argillite di Burgess con il Geological Survey of Canada.

### Università di Cambridge, 1966-2010
Nonostante i risultati, Whittington non concluse la propria carriera ad Harvard: inaspettatamente, nel 1965 ricevette un invito dall'università di Cambridge come Woodwardian Professor of Geology, la cattedra scientifica più antica del Regno Unito, occupata da alcuni dei più grandi nomi della geologia, tra cui Adam Sedgwick, originatore del sistema Cambriano e precoce ispirazione per Charles Darwin. Whittington accettò l'invito e nell'autunno del 1966 si trasferì a Cambridge con la moglie. Il suo incarico fu quello di Professorial Fellow al Sidney Sussex College, dove rimase per i successivi quarant'anni. 
Con i soldi guadagnati in America e lo stipendio da docente universitario, Harry e Dorothy furono presto in grado di acquistare una casa indipendente in Rutherford Road. 
Harry Whittington aveva molti doveri amministrativi da svolgere nel dipartimento di geologia, ma preferiva svolgerli tutti al mattino per lasciare il pomeriggio libero per l'attività di ricerca. Il circolo di scienziati riunitisi intorno a lui crebbe rapidamente e includeva:
- Christopher P. Hughes
- Richard A. Fortey
- Terence P. Fletcher
- Bryan D.T. Lynas
- Philip D. Lane
- Derek Briggs
- Simon Conway Morris
- Kenneth J. McNamara
- Paul Selden Gulf Hedberg
- Jan Zalasciewicz

È possibile quindi parlare di una vera e propria "scuola Whittington". 
Harry Whittington ha goduto di due visite sabbatiche in Australia: durante la prima, nel 1970, andò a Canberra su invito di K.S.W. Campbell, con il quale aveva lavorato su trilobiti silicificati dal Maine tre anni prima; durante la seconda, un decennio più tardi, andò a Sydney su invito dei professori G.M. Philip e B.D.E. Webby, ma in quel momento gli studi sulla fauna di Burgess erano prossimi al loro completamento, e quindi dovette tornare a Cambridge.
Verso la fine della carica come Woodwardian Professor, nel 1980 il Dipartimento di Geologia si unì al Dipartimento di Mineralogia e Petrologia del vicino Downing Site e al Dipartimento di Geodesia e Geofisica di Madingley Rise, per formare un nuovo Dipartimento di Scienze della Terra. Il cambiamento fu utile agli studenti, i quali ebbero una maggiore flessibilità nei corsi, essendo state eliminate alcune vecchie rivalità, e Harry Whittington mostrò approvazione. 
Il professor E.R. Oxburgh FRS sostenne molto l'idea e fu proposto come capo del dipartimento amalgamato, nonostante Harry Whittington avesse svolto gran parte del lavoro di base come presidente del comitato di pianificazione nel 1978-79. Questa unione di dipartimenti però causò implicazioni per la cattedra di Woodwardian, che perse il precedente ruolo amministrativo. 
Nonostante Whittington fosse un ricercatore molto impegnato, assunse diversi altri doveri di commissione per l'Università di Cambridge: fece parte del Consiglio della School of Physical Sciences, del Consiglio di Laurea e del Consiglio Generale delle Facoltà, uno dei più importanti comitati politici dell'università. Fu Acting Vice Master del Sidney Sussex College, sebbene la sua devozione alla ricerca riducesse ogni sua ambizione a diventare Master. Fuori dall'Università fu un fiduciario del British Museum (Natural History) (1980-85) e fece parte dell'International Trust for Zoological Nomenclature (1984-2002). 
Harry Whittington andò in pensione nel 1983. 
L'occasione fu sancita da una cena a sorpresa in suo onore al Robinson College alla quale furono invitati molti dei suoi ex studenti e amici di scienza. Tuttavia la fine della sua carriera di ricerca era ancora molto lontana: nel Dipartimento di Scienze della Terra, Harry continuò a pubblicare in modo prolifico, tra cui The Burgess Shale e il lavoro sul Treatise on Invertebrate Paleontology. 
Gli piaceva essere al lavoro molto presto al mattino, prima che qualcun altro fosse arrivato nel dipartimento e spesso se ne andava prima di pranzo, raggiungeva la moglie e trascorrevano i pomeriggi nel loro giardino. Fu così che la sua routine continuò nel ventunesimo secolo.

## Il lavoro sulla fauna di Burgess
Parte della fama di Whittington è legata al suo lavoro sulla Argillite di Burgess. La ricerca nel settore era iniziata nel 1909, quando il paleontologo statunitense Charles Doolittle Walcott ritrovò per caso il fossile di un trilobite entro alcune argilloscisti nella Columbia Britannica, in Canada. Da questa semplice scoperta andò via via rivelandosi la reale portata del giacimento, che contiene uno strato ricchissimo di reperti, spesso in uno straordinario stato di conservazione; Walcott raccolse più di 12000 esemplari, il gruppo di Whittington ne raccolse altri 800 e Stephen Jay Gould ne custodiva altri 200 grazie alle ricerche condotte nel 1930 da Percy Edward Raymond. Molte delle specie di Burgess erano però note da meno di 10 esemplari e alcune da uno solo. 
Whittington cominciò a studiare il genere Marrella perché era l'organismo più comune negli argilloscisti di Burgess e da paleontologo prudente non voleva distruggere prove uniche per mezzo della dissezione né rischiare di non riuscire a trovare un orientamento di importanza cruciale ai fini della ricostruzione. 
La Marrella splendens era inoltre il primo organismo di Burgess trovato e disegnato da Walcott che la descrisse formalmente nel 1912 come un "granchio dai merletti", poiché non era un trilobite convenzionale: la collocò comunque nella classe dei trilobiti in un ordine in precedenza sconosciuto. Walcott era infatti intrappolato in quel che verrà definito da Stephen Jay Gould come il suo "calzatoio": la convinzione che tutti i generi fossero membri primitivi di gruppi posteriori che ebbero successo nella lotta per la sopravvivenza. 
La monografia iniziale di Whittington sulla Marrella (1971) non parlava affatto di problemi legati all'evoluzione.
Harry lavorò per quattro anni e mezzo sulla Marrella, preparando e sezionando personalmente esemplari, e disegnandone decine e decine nei diversi orientamenti. I suoi studi sulla fauna di Burgess e quelli del suo gruppo di lavoro furono per la maggior parte revisioni e non prime descrizioni di specie. Esse vennero perciò presentate nel contesto di reinterpretazioni di lavori precedenti: 
- Walcott aveva caratterizzato la Marrella come un trilobite o comunque un organismo abbastanza vicino da condividere le caratteristiche anatomiche del gruppo
- Leif Størmer aveva fatto della Marrella il principale rappresentante dei suoi Trilobitoidea, gruppo più prossimo ai trilobiti e allo stesso livello gerarchico nella sua classe maggiore dei Trilobitomorpha.

Whittington studiò quindi la Marrella nel contesto primario del suo rapporto con i trilobiti sui quali era specializzato ma affermò che la forma generale del corpo della Marrella aveva ben poca somiglianza con i trilobiti data la scoperta di differenze costanti a livello delle appendici. Whittington si trovò però ben presto di fronte a un problema tecnico: stabilì una sequenza di appendici cefaliche non solo diverse dalle antenne preorali e postorali dei trilobiti ma anche completamente sconosciuta fra gli artropodi. Non sapeva quindi come classificarla. All'epoca era sempre prigioniero del concetto che i fossili di Burgess, in quanto molto antichi, dovessero essere necessariamente primitivi: o membri generalizzati di grandi gruppi che in seguito svilupparono forme più specializzate, o precursori ancora più lontani che combinavano caratteri di vari gruppi e che potevano essere interpretati come progenitori di tutti gli altri. 
Una prima idea di Whittington fu che la Marrella potesse essere una sorta di precursore sia dei trilobiti che dei crostacei data la somiglianza nella struttura degli arti e la presenza di due paia di appendici preorali sul capo. L'idea comunque era debole dato che lui stesso aveva trovato differenze importanti nei particolari fra gli arti della Marrella e quelli dei Trilobiti. Inoltre i crostacei hanno tre appendici postorali sul capo mentre la Marrella non ne ha nessuna. Inizialmente Whittington scelse una classificazione prudente anche se molto forzata e la collocò nei Trilobitoidea di Størmer. 
Whittington continuò il suo studio degli artropodi di Burgess procedendo in ordine di abbondanza dei reperti. Dopo la Marrella venivano: 
- la Canadaspis, che Whittington affidò al suo studente Derek Briggs
- la Burgessia e la Waptia, che affidò al collega Chris Hughes
- la Yohoia, che studiò da solo

La seconda monografia di Whittington (1974) fu infatti sul genere Yohoia. Essa segnò una transizione sottile ma interessante nel suo pensiero, nonostante gli mancasse una cornice concettuale che gli permettesse di pensare agli organismi di Burgess come a qualcosa di diverso da organismi primitivi o ancestrali. 
Walcott aveva classificato la Yohoia fra i brachiopodi mentre Størmer l'aveva considerata un genere incerto, classificato nella sottoclasse finale dei Trilobitoidea; ma analizzando la Yohoia Whittington si rese conto sempre più che i suoi caratteri non si conciliavano con i caratteri di nessun altro gruppo noto. La Yohoia, con il suo paio di grandi appendici sullo scudo cefalico e la curiosa disposizione degli arti postcefalici, era infatti un organismo unico fra gli artropodi. 
Whittington, nonostante l'unicità della Marrella, era riuscito a incastrarla nel gruppo degli organismi primitivi e precursori; la Yohoia però non era un precursore con qualche carattere particolare bensì una specie a sé con un misto di caratteri primitivi e di caratteri derivati. Agli inizi del 1975 aveva quindi completato due monografie che lo avevano portato allo stesso curioso risultato: la Marrella e la Yohoia non rientravano in alcuna classe nota.
Nello stesso anno Whittington iniziò un'altra monografia, questa volta sull'Opabinia, di cui disponeva di dieci esemplari. I ricercatori precedenti avevano sempre identificato questo animale come un artropodo ma nessuno aveva mai trovato l'elemento di identificazione certo di questo phylum: le appendici segmentate. Whittington eseguì perciò le dissezioni, sicuro che le avrebbe trovate, ma così non fu. La Marrella e la Yohoia, anche se isolate all'interno di questo phylum gigantesco, erano artropodi, ma l'Opabinia non lo era. Whittington si trovò quindi di fronte a un genere sconosciuto. Continuò tuttavia ad essere prudente e per l'ultima volta si limitò a non riconoscere l'Opabinia come un artropodo trilobitomorfo o un anellide.
Whittington continuò a studiare affiancato da due brillanti studenti: Derek Briggs e Simon Conway Morris. Da quel momento in poi le ricerche su Burgess divennero lo sforzo congiunto di tre uomini con un obbiettivo comune e un insieme comune di metodi ma molto diversi nell'età e nell'approccio generale alla scienza e alla vita. 
Nel 1978 Whittington scrisse una monografia sulla Aysheaia. Walcott nel 1911 aveva descritto l'Aysheaia come un anellide ma alcuni suoi colleghi affermarono che quell'organismo era quasi indistinguibile, almeno superficialmente, da un piccolo gruppo di invertebrati moderni, gli onicofori. Whittington, dopo averla studiata, ammise che esistevano somiglianze impressionanti nelle appendici anteriori, nei brevi arti corporei uniramati con artigli terminali, e nelle anulazioni sul corpo e sugli arti. Indicò però anche alcune differenze fra cui la mancanza di mandibole e la terminazione del corpo all'ultimo paio di arti. 
Per Whittington queste differenze erano sufficienti a separare l'Aysheaia dagli onicofori e quindi ne confermò l'unicità tassonomica.
Per anni aveva resistito a separare gli organismi di Burgess da gruppi ben noti e lo aveva fatto solo quando costretto da prove evidenti. 
In questa monografia Whittington elencò invece e discusse le stesse differenze precedentemente evidenziate da Hutchinson che però aveva classificato l'Aysheaia come un onicoforo. I dati infatti non erano mutati ma Whittington riuscì non solo ad accettare ma persino a preferire l'unicità tassonomica degli animali di Burgess. La monografia del 1978 di Whittingon sull'Aysheaia segnò la codificazione di una nuova concezione di vita: da un cono di diversità crescente a una storia fatta di sperimentazione, decimazione e infine affermazione dei fortunati eletti.

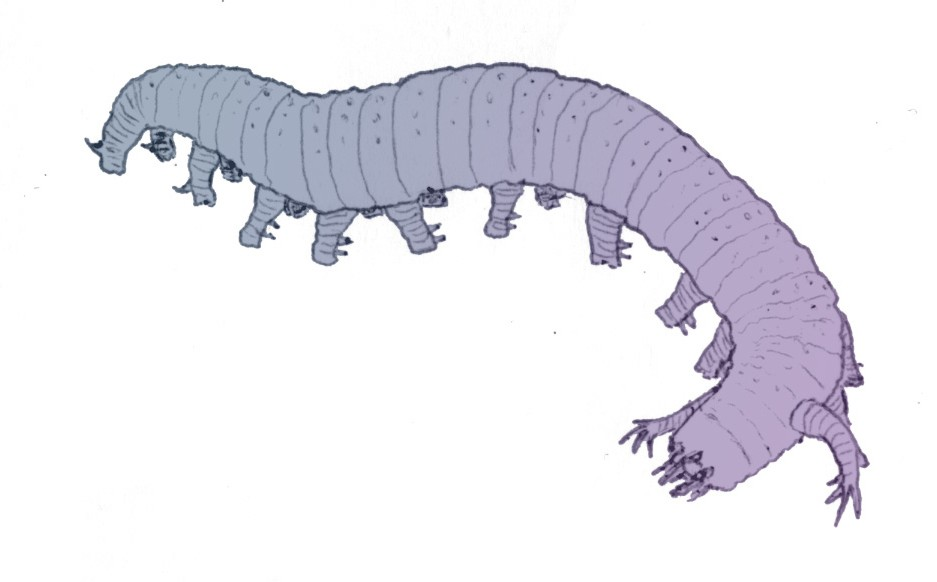
Aysheaia
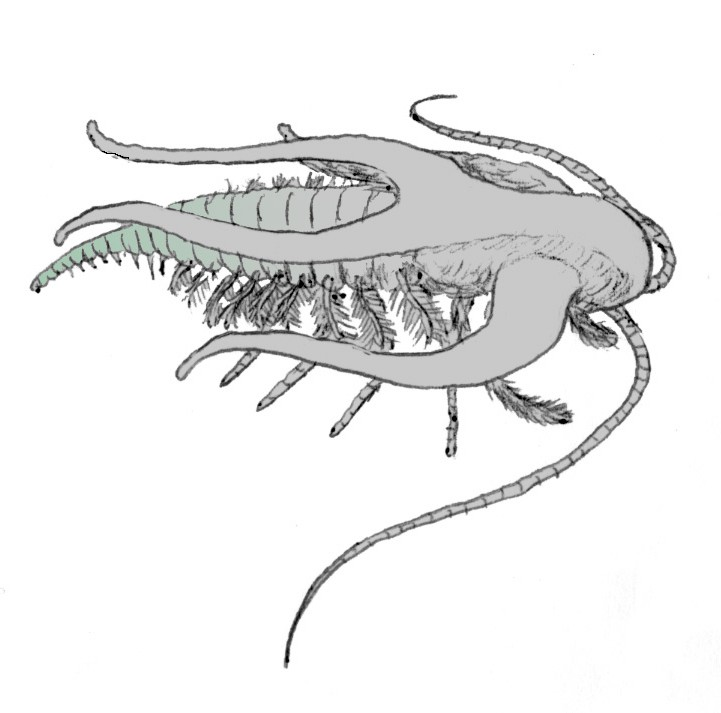
Marrella
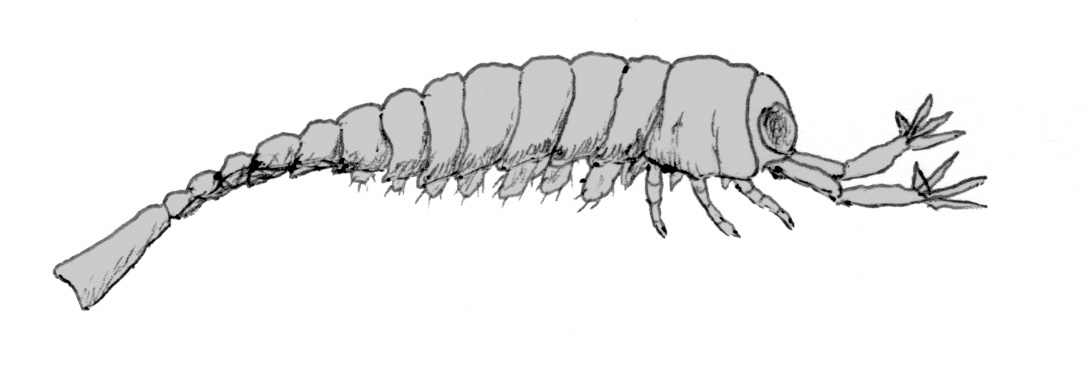
Yohoia
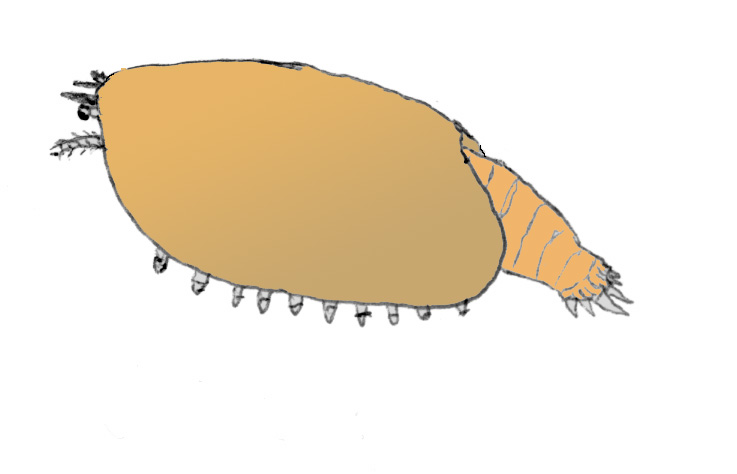
Canadaspis
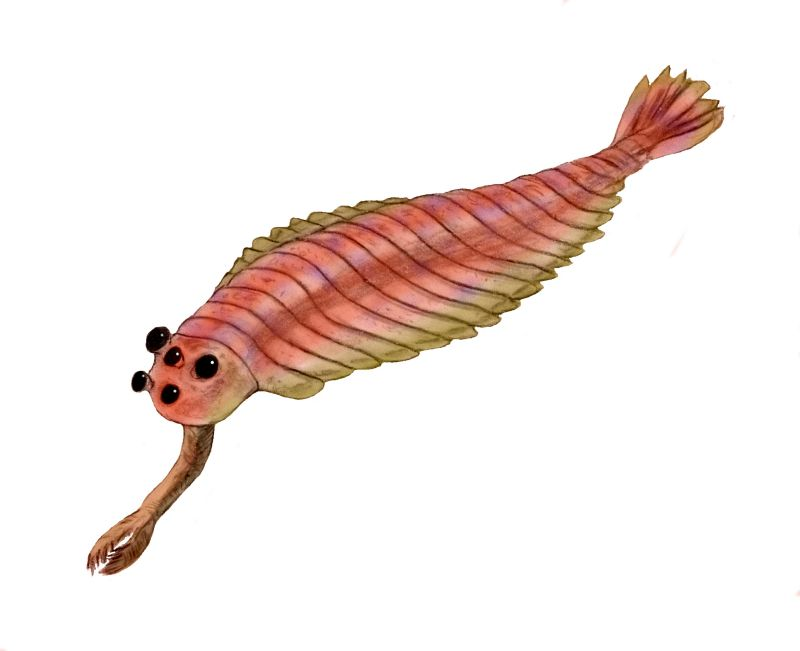
Opabinia
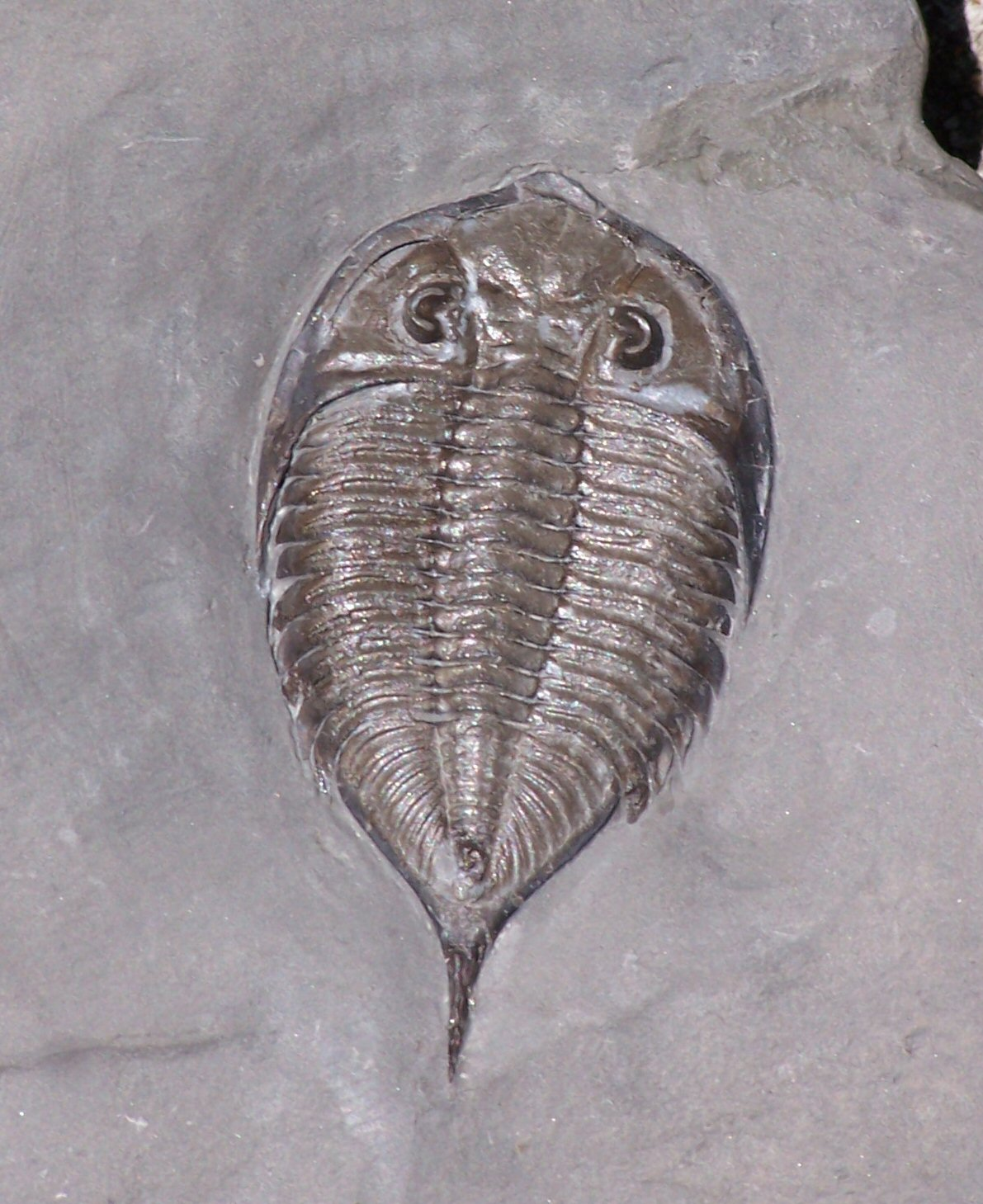
Trilobite
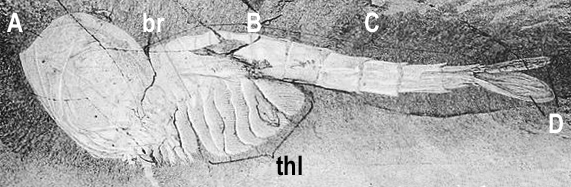
Waptia

## Onorificenze e riconoscimenti
Harry Whittington ricevette numerose onorificenze durante la sua vita fino ad ottenere il prezioso International Prize for Biology da parte dell'Imperatore del Giappone nel 2001. Raggiunse questo risultato senza pubblicare su Science o Nature, oggi sine qua non di distinzione internazionale. Ciò nonostante, l'assegnazione di questa medaglia rese merito all'eccezionale importanza delle scoperte fatte nell'argillite di Burgess. 
Fu onorato per la prima volta nel 1957 dalla Geological Society of London con la consegna ufficiale della Bigsby Medal, ma ricevette nel 2000 il più alto riconoscimento, la Wollaston Medal, un premio assegnato anche a Charles Darwin. 
I suoi anni americani furono riconosciuti nel 1983 con la Paleontological Society Medal e nel 2000 con la Geological Association of Canada Medal per i contributi alle scienze della Terra da parte di un non-canadese. Ma forse la sua medaglia più preziosa è stata la Lapworth Medal della Paleontological Association, la società accademica britannica dedicata alla sua area disciplinare. 
Harry Whittington accettò una serie di incarichi onorari in società scientifiche e presiedette a molti di loro. Negli Stati Uniti fu Segretario (1956-62), Vicepresidente (1963-64) e Presidente (1964-65) della Paleontological Society. Nel Regno Unito era nel Consiglio della Paleontological Association dal 1967 al 1969 e fu successivamente suo Presidente (1978-79). 
Nel 1971 fu eletto alla prestigiosa Fellowship of the Royal Society. 
Servì inoltre la Paleontographical Society nel suo Consiglio (1972-75) e due volte come Vice Presidente (1967-72 e 1975-78). 
A Cambridge ha servito come Presidente della Cambridge Philosophical Society, 1979-82. 
I suoi progetti dopo il pensionamento sono stati agevolati dall'assegnazione di una borsa di studio per docenti emeriti dalla Leverhulme Foundation nel 1983.
| Riconoscimento                         | Anno |
| -------------------------------------- | ---- |
| Bigsby Medal                           | 1957 |
| Fellowship of the Royal Society        | 1971 |
| Paleontological Society Medal          | 1983 |
| Wollaston Medal                        | 2000 |
| Geological Association of Canada Medal | 2000 |
| Lapworth Medal                         | 2000 |
| International Prize for Biology        | 2001 |

## Personalità
Harry Whittington fu un uomo gentile, che guadagnò e mantenne la lealtà e l'affetto dei suoi numerosi studenti e collaboratori, molti dei quali rimasero amici per tutta la vita. Le sue migliori qualità personali furono determinazione e costanza. Pochissimi scienziati possono mantenere una disciplina quotidiana nel perseguimento della ricerca per anni, e ancor meno per decenni. 
Inoltre fu sempre molto fiero e mai geloso dei successi dei suoi studenti e dei suoi amici. 
Per quanto riguarda il suo aspetto, Harry aveva dei capelli neri che rimasero tali anche in vecchiaia. I suoi piccoli baffi hanno sempre contribuito a farne una figura composta. Ha sempre goduto di un'ottima salute eccetto che per un distacco della retina nell'autunno del 1976. Fino al suo ultimo anno di vita non ha mai usato un bastone e il suo unico vizio furono dei piccoli sigari, sempre usati con moderazione. 
Harry fu un grande sostenitore della pubblicazione delle ricerche e dei lavori svolti tanto da far sempre presente ai suoi studenti che un lavoro mai pubblicato poteva finire per non essere mai esistito. 
Dorothy Whittington fu invece una persona molto diversa dal marito, ma ciò non impedì un matrimonio felice. Dorothy mantenne un accento americano che ammorbidì leggermente durante i molti anni a Cambridge. 
La sua ammirazione e il suo sostegno per suo marito non conoscevano limiti. Spesso si presentava con lui in campo di ricerca, dove era famosa per le sue scoperte involontarie che superavano gli sforzi di altri geologi. Inoltre utilizzava la sua formazione botanica per identificare i fiori selvatici lungo la strada. 
Harry riconobbe nelle sue pubblicazioni i contributi della moglie alla monografia sui trilobiti di Bala. 
Harry e Dorothy non ebbero figli propri, ma Harry fu molto affezionato ai due figli della sorella, così come alle due sorelle di Dorothy. I loro amici geologi e gli ex studenti divennero parte di una famiglia allargata. 
Dorothy era più vecchia di suo marito e non godette di una salute come la sua, diventando quasi cieca nei suoi ultimi anni di vita.
Harry si prese cura di lei con devozione e gestì tutte le faccende domestiche, pur continuando ad alzarsi all'alba per dedicare un po' di tempo alla ricerca. 
Harry Whittington era cresciuto in una famiglia religiosa.
Per molti anni frequentò una chiesa a Trumpington nella periferia di Cambridge, e alcune persone che parteciparono al suo funerale nella stessa Chiesa rimasero sorprese dal fatto che la religione avesse avuto un ruolo più prominente rispetto alla scienza durante la cerimonia.